# 大刺客 (電影)
《大刺客》是1967年香港邵氏電影，導演張徹。講史記五刺客之聶政的故事，故事的最后，他虽说杀死了目标，但是他却为了不让家人因他而受到迫害，于是自杀，并毁容。但是他的姐姐之后还是去指认他的尸体，并且当众自杀。该影片由王羽主演。

## 外部連結
- 開眼電影網上《大刺客》的資料（繁體中文）
- 豆瓣电影上《大刺客》的資料 （简体中文）
- 时光网上《大刺客》的資料（简体中文）
- 爛番茄上《大刺客》的資料（英文）
- 香港影庫上《大刺客》的資料（繁體中文）
- 互联网电影数据库（IMDb）上《大刺客》的资料（英文）